# Organización municipal de la provincia de Buenos Aires
En la provincia de Buenos Aires en Argentina el régimen municipal es ejercido por 135 gobiernos locales denominados municipios, cuyo ejido tiene la extensión de un partido. Cada partido comprende una extensión territorial continua, en la que se sitúan una o más localidades (sistema de ejidos colindantes). El órgano de gobierno de cada municipio es la municipalidad, compuesta de un departamento ejecutivo y de un departamento deliberativo.
Cada partido tiene además un órgano encargado de la administración de los servicios educativos (con exclusión de los aspectos técnicos pedagógicos) denominado consejo escolar, compuesto por un número variable de consejeros escolares (entre 4 y 10, dependiendo de la cantidad de servicios educativos existentes en el distrito). El consejo escolar no forma parte de la municipalidad.
Los intendentes, el concejo deliberante y el consejo escolar son elegidos por voto popular, por períodos de cuatro años con una sola reelección inmediata. Los órganos colegiados se renuevan por mitades cada dos años. El régimen electoral da derecho a elegir y a ser elegidos a los extranjeros residentes en el correspondiente municipio.

## Antecedentes

### Época colonial
La administración de los intereses de la población local en el área que es actualmente la provincia de Buenos Aires fue ejercida desde 1580 por el cabildo de Buenos Aires. En 1756 fue segregado de su jurisdicción el cabildo de Luján, que fue suspendido brevemente entre 1784 y 1786.
La palabra partido fue utilizada por los gobernantes coloniales españoles para referirse a territorios de la campaña de las ciudades a los cuales los cabildos asignaban funcionarios judiciales llamados alcaldes de la Santa Hermandad y jueces comisionados. La Real Ordenanza para el establecimiento e instruccion de Intendentes de exercito y provincia en el Virreinato de Buenos Aires fue promulgada el 28 de enero de 1782 por el rey Carlos III de España y firmada por el ministro José de Gálvez. La ordenanza dividió el virreinato del Río de la Plata en ocho intendencias, entre ellas la de Buenos Aires, y especificó que el nombre de partido debía ser usado para lo que hasta entonces se denominaba inorgánicamente como provincia, poniendo a su frente a un subdelegado. Es así que la mayoría de las intendencias quedaron subdivididas en partidos (también llamados subdelegaciones), pero como en la de Buenos Aires no existían previamente provincias, sino que los gobiernos político-militares de Misiones y de Montevideo y las tenencias de Corrientes y de Santa Fe, el nombre partido no llegó a adquirir la dimensión otorgada por la ordenanza y se mantuvo de hecho como una jurisdicción rural. 
El superintendente Francisco de Paula Sanz dividió en 1785 la campaña de Buenos Aires en trece partidos, a cargo de alcaldes de la Santa Hermandad dependientes del Cabildo de Buenos Aires: Las Conchas, San Isidro, La Matanza y Cañada de Morón (un solo partido con dos alcaldes), Pilar, Cañada de la Cruz, Baradero, San Nicolás de los Arroyos, Pergamino, Arrecifes, Magdalena, San Vicente, Reducción de los Quilmes, Pago de Areco. Al ser restablecido en 1786 el cabildo de Luján, quedaron bajo su jurisdicción los partidos de: Areco Arriba, Pilar, Cañada de la Cruz o Capilla del Señor Por entonces el cabildo de Buenos Aires ejercía también jurisdicción sobre parte de la Banda Oriental y parte de Entre Ríos, en donde también se crearon partidos.
Posteriormente fueron creados bajo dependencia del cabildo de Buenos Aires los partidos de: Lobos (en 1805), San Benito de Palermo (en 1808) y Chascomús (en 1809). Bajo dependencia del cabildo de Luján fue creado el partido de San Lorenzo de Navarro en 1798.

### Creación de los municipios
La Revolución de Mayo de 1810 no trajo como consecuencia el cambio del sistema de partidos en Buenos Aires y los cabildos y alcaldes de Hermandad continuaron existiendo. Luego de la creación de la provincia de Buenos Aires el 1 de febrero de 1820, en 1821 el ministro de Gobierno provincial, Bernardino Rivadavia, impulsó una serie de reformas que dieron lugar a la supresión de los cabildos el 24 de diciembre de 1821. Las funciones de los alcaldes de Hermandad pasaron a los jueces de paz, cuya jurisdicción se correspondía con un partido.
En 1852 el presidente de la Confederación Argentina, Justo José de Urquiza, decretó la creación de la Municipalidad de Buenos Aires, pero no llegó aplicarse debido a que la revolución del 11 de septiembre de 1852 creó el Estado de Buenos Aires separado de la Confederación Argentina. El 11 de abril fue sancionada y el 18 de abril de 1854 promulgada por bando la Constitución del Estado de Buenos Aires, que dispuso:

Art. 170. El régimen municipal será establecido en todo el Estado. La forma de elección de los municipales, las atribuciones y deberes de estos cuerpos como lo relativo a sus rentas y arbitrios, serán fijados en la ley de la materia.

En febrero de 1854 el ministro de Gobierno Ireneo Portela propuso a los jueces de paz la creación de comisiones municipales provisorias en cada partido, recomendando la elección de cinco o más habitantes del partido para ellas. Estas comisiones encabezadas por los jueces de paz que se establecieron en algunos partidos debían ser aprobadas por el Gobierno provincial y duraron hasta la instalación de las municipalidades en 1856.
El 10 de octubre de 1854 fue sancionada la ley №35 por la cual fueron creadas las municipalidades:

Art. 1. Se establece una municipalidad para la ciudad de Buenos Aires en los límites de sus once parroquias, compuesta de 21 municipales y un vice presidente. El ministro de Gobierno es el presidente nato de la corporación.
(...)
Art. 57. El régimen económico y administrativo de cada uno de los partidos de campaña, estará a cargo de una municipalidad compuesta del Juez de Paz y cuatro propietarios vecinos del distrito. Cada Municipalidad tendrá dos suplentes.
Art. 58. El Poder Ejecutivo hará interinamente la designación de los límites de cada partido o municipio, y determinará los puntos en que deben establecerse las municipalidades.
Art. 60. La elección se hará popularmente por los vecinos del partido en el día festivo que designe el Gobierno (...)
Art. 61. El juez de paz será nombrado por el Gobierno a propuesta en terna de la Municipalidad.

En 1857 el gobernador Valentín Alsina impulsó la ley que relevó a los jueces de paz de sus funciones policiales, creando las comisarías. Mediante la ley №156 sancionada el 12 de septiembre y promulgada el 15 del mismo mes de 1857, se estableció la división territorial de la provincia:

Art. 1. El territorio de la Campaña del Estado se dividirá en Departamentos y éstos en Partidos, los cuales lo serán en Cuarteles y éstos en Secciones.
Art. 2. El Poder Ejecutivo procederá a una nueva demarcación territorial de partidos cuya cabeza será el pueblo que en ellos haya, y donde no lo hubiese, designará el punto que sirva entretanto de tal.
(...)
Art. 4. Concluida que sea aquella operación se constituirán por el Poder Ejecutivo los Departamentos, componiendo a cada uno de ellos de un número de partidos no menor de cinco, ni mayor de diez, y cuya capital, que será el pueblo que aquél designe, dará su nombre al Departamento.
(...)
Art. 6. Cada Departamento será regido civilmente por un Prefecto, del cual dependerán directamente los Comisarios de Policía de los partidos que lo compongan.
Art. 7. Los Jueces de Paz son independientes de los Prefectos en todo lo que no sea administrativo. Los Alcaldes y Tenientes que haya en los cuarteles y secciones, aunque continuaran dependiendo de los Jueces de Paz, en lo concerniente a la Policía Judicial y Municipal, dependerán también de los Prefectos en lo concerniente a la Policía administrativa, Policía Militar, y podrán aquéllos impartirles sus órdenes por conducto ya de los Jueces de Paz o ya de los Comisarios.

El gobernador Alsina procedió a nombrar por decreto a los prefectos de los 8 departamentos en que dividió la provincia:
- 1º Departamento. Estaba compuesto por los partidos de: San José de Flores, Belgrano, San Isidro, San Fernando, Las Conchas, Morón y La Matanza.
- 2º Departamento. Estaba compuesto por los partidos de: Giles, Luján, Carmen de Areco, San Antonio de Areco, Baradero, Zárate, Pilar y Exaltación de la Cruz.
- 3º Departamento. Estaba compuesto por los partidos de: San Pedro, San Nicolás, Junín, Rojas, Pergamino, Arrecifes y Salto.
- 4º Departamento. Estaba compuesto por los partidos de: Mercedes, Navarro, Lobos, Chivilcoy, Bragado y 25 de Mayo.
- 5º Departamento. Estaba compuesto por los partidos de: Cañuelas, Monte, Las Flores, Saladillo, Tapalqué y Azul.
- 6º Departamento. Estaba compuesto por los partidos de: Tandil, Pila, Mar Chiquita y Lobería.
- 7º Departamento. Estaba compuesto por los partidos de: Dolores, Vecino, Tuyú, Tordillo y Ajó.
- 8º Departamento. Estaba compuesto por los partidos de: Ranchos, Chascomús, Magdalena, Ensenada, Quilmes, Barracas al Sud y San Vicente.

A consecuencia del Pacto de San José de Flores de 11 de noviembre de 1859, por el cual Buenos Aires se reintegró a la Confederación Argentina, las prefecturas de los departamentos fueron suprimidas por el nuevo gobernador Bartolomé Mitre. 
El 24 de octubre de 1864 fue sancionada la ley №422 (promulgada al día siguiente) por la cual fueron creados 8 partidos (Rivadavia, Viedma, General Las Heras, Suipacha, Moreno, Merlo, Chacabuco, y Ramallo), quedando establecida la división territorial de la campaña al interior del río Salado en 45 partidos con sus límites: San José de Flores, Barracas al Sud, Lomas de Zamora, San Vicente, Quilmes, Ensenada, Magdalena, Rivadavia, Viedma, Chascomús, Ranchos, Monte, Cañuelas, Lobos, General Las Heras, Navarro, Villa de Mercedes, Suipacha, Chivilcoy, Chacabuco, Junín, Rojas, Pergamino, San Nicolás de los Arroyos, Ramallo, San Pedro, Arrecifes, Salto, Carmen de Areco, San Antonio de Areco, Baradero, Zárate, Exaltación de la Cruz, Giles, Villa de Luján, Pilar, Moreno, Las Conchas, San Fernando, San Isidro, Belgrano, San Martín, Morón, Merlo, Matanza.
El 18 de julio de 1865 fue sancionada la ley №441 (promulgada al día siguiente) por la cual fue establecida con sus límites la división territorial de los 27 partidos de la campaña situados al exterior del río Salado: Castelli, Vecino, Dolores, Tordillo, Ajó, Tuyú, Monsalvo, Ayacucho, Mar Chiquita, Balcarce, Lobería, Necochea, Tres Arroyos, Bahía Blanca, Patagones, Pila, Arenales, Rauch, Tandil, Azul, Tapalqué, Las Flores, Saladillo, 25 de Mayo, Bragado, 9 de Julio, y Lincoln.
El 20 de septiembre de 1880 el Congreso Nacional sancionó la ley №1029, mediante la cual el municipio de la ciudad de Buenos Aires fue federalizado, lo cual fue convalidado por ley bonaerense. Por la ley nacional №2089 sancionada el 28 de septiembre de 1887 los partidos de San José de Flores y de Belgrano fueron federalizados para ampliar la Capital Federal.

## Los municipios en la Constitución de la Nación Argentina
La organización municipal estuvo contemplada en la Constitución de la Nación Argentina desde su primera promulgación el 1 de mayo de 1853, expresando en su artículo 5 que cada provincia debía dictar una constitución que asegurara su régimen municipal. Sin embargo, no estaba claro si los municipios debían ser autónomos o autárquicos hasta la sentencia del 21 de marzo de 1989 de la Corte Suprema de Justicia de la Nación Argentina (Caso Rivademar), que interpretó que los municipios eran constitucionalmente autónomos.
Esta sentencia fue contemplada en la reforma de la Constitución de la Nación Argentina según el texto sancionado el 22 de agosto de 1994:

Art. 123. Cada provincia dicta su propia Constitución, conforme a lo dispuesto por el Art. 5 asegurando la autonomía municipal y reglando su alcance y contenido en el orden institucional, político, administrativo, económico y financiero.

## Los municipios en la Constitución de la Provincia de Buenos Aires

### Antecedentes
La Constitución del Estado de Buenos Aires de 1854 fue reformada el 29 de noviembre de 1873 para adecuarla a la Constitución de la Nación Argentina de 1853, disponiendo en seis artículos lo relativo al régimen municipal:

Art. 199. El territorio de la Provincia se dividirá en distritos para su administración interior que estará a cargo de municipalidades, cuyos miembros durarán dos años en sus funciones, renovándose en la forma establecida para los diputados, y serán nombrados pública y directamente, el último domingo de noviembre.
Art. 200. La ciudad de Buenos Aires formará un distrito (...)
Art. 201. La Legislatura determinará las condiciones, la extensión y distribución del Régimen Municipal en los demás distritos de la Provincia (...)
1. Toda municipalidad se constituirá en un departamento ejecutivo y otro deliberativo. 2. El número de sus miembros se fijará en relación a la población de los distritos.
(...)
Art. 228. La organización municipal seguirá bajo las bases vigentes hasta que la Legislatura dicte la ley orgánica con arreglo a lo que se ordena en esta Constitución.

Tras la federalización de la ciudad de Buenos Aires, la constitución provincial fue reformada el 21 de octubre de 1889, disponiendo en diez artículos lo relativo al régimen municipal:

Art. 99. Corresponde al Poder Legislativo: (...) 4. Fijar las divisiones territoriales para la mejor administración.
(...)
Art. 202. La administración de los intereses y servicios locales en la Capital y cada uno de los partidos que formen la Provincia, estará a cargo de una Municipalidad, cuyos miembros durarán dos años en sus funciones renovándose por mitad anualmente, y serán nombrados pública y directamente el último domingo de noviembre.
Art. 203. Cada Municipalidad se constituirá en un departamento deliberativo y otro ejecutivo.
Art. 204. La Legislatura deslindará las atribuciones y responsabilidades de cada departamento (...) 1. El número de miembros del departamento deliberativo se fijará con relación a la población de cada distrito. 2. La Capital y cada uno de los partidos de la Provincia formará un distrito municipal; y cada centro de población o sección de justicia de Paz formará una sección electoral, con derecho a elegir el número de municipales que proporcionalmente le corresponda con arreglo a su población.
(...)
Art. 208. En aquellos distritos cuya población no alcance a dos mil habitantes, el gobierno municipal estará a cargo de una comisión de vecinos nombrados por elección popular, con las atribuciones que la ley determinará.

La constitución provincial fue nuevamente reformada el 29 de noviembre de 1934, disponiendo en ocho artículos lo relativo al régimen municipal:

Art. 90. Corresponde al Poder Legislativo: (…) 4. Fijar las divisiones territoriales para la mejor administración.
(...)
Art. 181. La administración de los intereses y servicios locales en la Capital y cada uno de los partidos que formen la Provincia, estará a cargo de una municipalidad, compuesta de un departamento ejecutivo unipersonal y un departamento deliberativo, cuyos miembros, que no podrán ser menos de seis ni más de veinticuatro, durarán cuatro años en sus funciones, renovándose cada dos años por mitad y serán elegidos en el mismo acto en que se elijan los senadores y diputados, en la forma que determine la ley.
Art. 182. La Legislatura deslindará las atribuciones y responsabilidades de cada departamento (…)
1. El número de miembros del departamento deliberativo se fijará con relación a la población de cada distrito.

En 1949 durante el Gobierno de Juan Domingo Perón fue reformada la Constitución Nacional, estableciendo en su cláusula transitoria №5 que las legislaturas provinciales podían por única vez reformar directamente las constituciones provinciales, lo cual realizó la Legislatura de la Provincia de Buenos Aires sancionando el 20 de mayo de 1949 una nueva reforma. Lo relativo al régimen municipal fue establecido en 16 artículos:

Art. 74. Corresponde al Poder Legislativo: (…) 5. Fijar las divisiones territoriales para la mejor administración.
(…)
Art. 148. La administración local de los partidos que formen la Provincia, con excepción del partido de la Capital, estará a cargo de una municipalidad, compuesta de un departamento ejecutiva desempeñado por un ciudadano con el título de intendente y un departamento deliberativo desempeñado por ciudadanos con el título, de concejal, los que no podrán ser menos de seis ni más de doce.
Art. 151. La ley determinara las atribuciones y responsabilidades de cada departamento (…)
1. El número de concejales se fijará con arreglo a la población de cada partido.

El 16 de septiembre de 1955 fue derrocado el Gobierno de Perón por la autodenominada Revolución Libertadora, que mediante una proclama el 27 de abril
de 1956 derogó la reforma de la Constitución Nacional de 1949 y declaró vigentes las constituciones provinciales anteriores a esa reforma.

### Constitución vigente
La Constitución de la Provincia de Buenos Aires es una de las pocas de las provincias argentinas que aún no reconoce expresamente la autonomía municipal, a pesar de que su reforma de 13 de septiembre de 1994 fue sancionada meses después de la reforma de la Constitución Nacional que confirmó la autonomía municipal. La Constitución de la Provincia de Buenos Aires establece respecto del régimen municipal:

Art. 190. La administración de los intereses y servicios locales en la Capital y cada uno de los partidos que formen la Provincia, estará a cargo de una municipalidad, compuesta de un departamento ejecutivo unipersonal y un departamento deliberativo, cuyos miembros, que no podrán ser menos de seis (6) ni más de veinticuatro (24), durarán cuatro años en sus funciones, renovándose cada dos años por mitad y serán elegidos en el mismo acto que se elijan los senadores y diputados, en la forma que determine la ley.

Art. 191. La Legislatura deslindará las atribuciones y responsabilidades de cada departamento, confiriéndoles las facultades necesarias para que ellos puedan atender eficazmente a todos los intereses y servicios locales, con sujeción a las siguientes bases:

1. El número de miembros del departamento deliberativo se fijará con relación a la población de cada distrito (...)

5. El ciudadano a cargo del departamento ejecutivo durará cuatro años en sus funciones (…)

### Alcance de la autonomía institucional
Los municipios de la provincia de Buenos Aires no tienen autonomía institucional dado que la constitución provincial no los habilita a sancionar una carta orgánica.

## Decreto-ley №6769/58 ley Orgánica de Municipalidades
El decreto-ley №6769/58 llamado ley Orgánica de Municipalidades fue promulgado el 29 de abril de 1958 y establece:

Art. 1. La Administración local de los Partidos que forman la Provincia estará a cargo de una Municipalidad compuesta de un Departamento Ejecutivo, desempeñado por un ciudadano con el título de Intendente y un Departamento Deliberativo, desempeñado por ciudadanos con el título de Concejal.

Art. 2. Los Partidos cuya población no exceda de cinco mil (5.000) habitantes elegirán seis (6) Concejales; los de más de cinco mil (5.000) a diez mil (10.000) habitantes elegirán diez (10) Concejales; los de más de diez mil (10.000) a veinte mil (20.000) habitantes elegirán doce (12) Concejales; los de más de veinte mil (20.000) a treinta mil (30.000) habitantes elegirán catorce (14) Concejales; los de más de treinta mil (30.000) a cuarenta mil (40.000) habitantes elegirán dieciséis (16) Concejales; los de más de cuarenta mil (40.000) a ochenta mil (80.000) habitantes elegirán dieciocho (18) Concejales; los de más de ochenta mil (80.000) a doscientos mil (200.000) habitantes elegirán veinte (20) Concejales y los de más de doscientos mil (200.000) habitantes elegirán veinticuatro (24) concejales.

Art. 2 bis. La actualización en el número de Concejales de cada partido en razón del aumento de la población de los mismos se realizará en forma automática. A tal efecto, y con el fin de mantener la duración del mandato de cuatro (4) años de cada concejal, se establece el siguiente procedimiento de incorporación: en la primera elección siguiente a la publicación de todo censo nacional y/o provincial de población se incorporará la mitad de la cantidad de concejales necesarios para alcanzar la nueva composición, en la próxima elección se incorporará la otra mitad.

Art. 2 ter. En los partidos donde se verifique una disminución poblacional conforme al último censo nacional y/o provincial de población y que la misma obligue a reducir el número de concejales del Partido, para proceder a su adecuación, se establece el siguiente procedimiento: en la primera elección siguiente se reducirá la mitad de la cantidad de concejales necesarios para alcanzar la nueva composición, en la próxima elección se reducirá la otra mitad.

Art. 3. El Intendente y los Concejales serán elegidos directamente por el pueblo, durarán en sus funciones el término de cuatro (4) años y podrán ser reelectos por un nuevo período. Si han sido reelectos no podrán ser elegidos en el mismo cargo, sino con intervalo de un período.
El concejo se renovará por mitades cada dos (2) años.

Art. 27. Corresponde a la función deliberativa municipal reglamentar: (…)
b) Sobre creación de establecimientos, delegaciones y divisiones del municipio.

Art. 28. Corresponde al Concejo, establecer: (…)
6. Los cuarteles del partido, y delegaciones municipales (…)

## Misceláneas
Ni la constitución provincial ni la ley Orgánica de Municipalidades mencionan el procedimiento para la creación de un municipio/ partido, no habiendo un mínimo poblacional ni otros requisitos para su creación, sin embargo de lo cual son creados por leyes provinciales. La única referencia constitucional indirecta está en el artículo 67: 

Art. 67. 1. Los electores tienen el derecho de iniciativa para la presentación de proyectos de ley, con excepción de los referidos a (…) creación de municipios y de órganos jurisdiccionales (…)

La isla Martín García que constituye un exclave argentino en aguas de uso común y en el lecho y subsuelo de Uruguay en el Río de la Plata, forma parte del partido de La Plata distante a 70 km y fue integrada en la provincia de Buenos Aires por la sanción de la ley №14411 el 19 de junio de 1955, siendo previamente un territorio no organizado bajo jurisdicción federal.